# فندق الحب

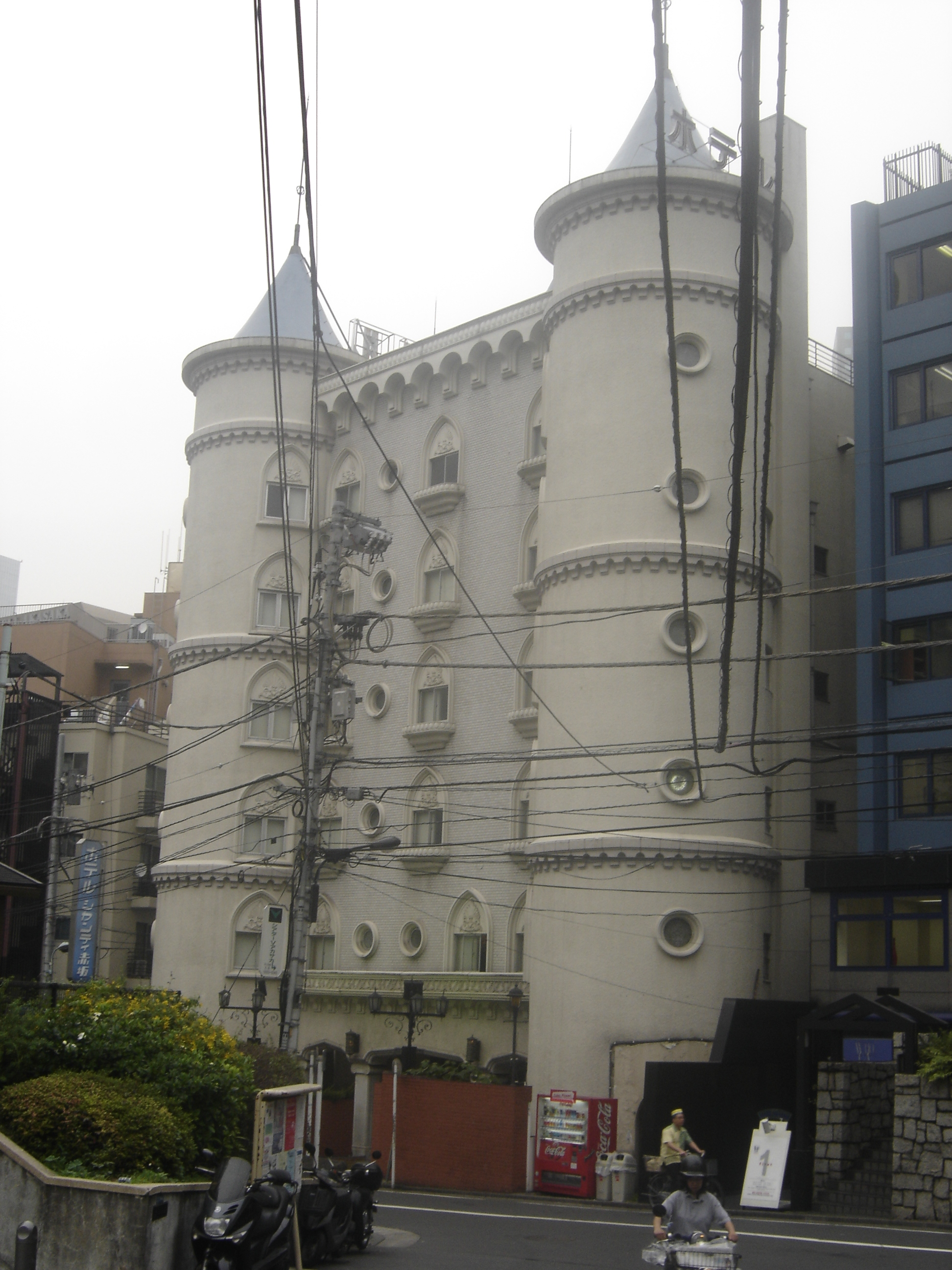
فندق حب في طوكيو.

فندق الحب هو نوع من فنادق الإقامة القصيرة الموجودة في جميع أنحاء العالم ويتم تشغيلها بشكل أساسي لغرض السماح للضيوف بالخصوصية لممارسة الأنشطة الجنسية.بالرغم من وجود فنادق الحب في جميع أنحاء العالم، غالبًا ما يستخدم مصطلح «فندق الحب» للإشارة تحديدًا إلى الفنادق الموجودة داخل اليابان.
قدرت الإيرادات السنوية لصناعة فنادق الحب في اليابان في عام 2009 بأكثر من 40 مليار دولار وهو ضعف إيرادات صناعة الأنمي في اليابان.,